# Neoevolutionismus
Als Neoevolutionismus (auch Neo-Evolutionismus) wird eine sozialwissenschaftliche Strömung des 20. Jahrhunderts bezeichnet, die die Entwicklung von Gesellschaften in Anlehnung an die biologische Evolutionstheorie zu erklären versucht. Sie knüpft insbesondere an die Arbeiten von Morgan an, setzt sich jedoch von den Grundannahmen des klassischen sozialwissenschaftlichen Evolutionismus ab. Neoevolutionistische Theorien gehen davon aus, dass der langfristig, gerichtete soziale Wandel auf die Umweltbedingungen zurückgeführt werden kann und demnach zu wiederkehrenden Mustern der Entwicklung führt, die in ganz verschiedenen Kulturen zu beobachten sind, wenn die Subsistenzgrundlage ähnlich ist. Im Gegensatz zu den linearen Vorstellungen einer Kulturstufenabfolge im Evolutionismus sind diese Theorien „multilinear“ und vorsichtiger bei Generalisierungen.
Begründer des Neoevolutionismus, der bis in die 1980er Jahre vertreten wurde, waren Leslie White und Julian Steward. Der Hauptvertreter seit den 1970er Jahren war Marshall Sahlins. In den 1990er Jahren wurde der Neo-Evolutionismus durch neue Erkenntnisse abgelöst, die zeigten, dass neben dem ökologisch-wirtschaftlichen Faktor auch immer andere Faktoren (Technologie, Demografie, Krieg, Ideologie u. a.) eine gleichermaßen wichtige Rolle für die Entwicklung spielen.

## Entwicklung

### Ursprünge im klassischen Evolutionismus
Der sozialwissenschaftliche Evolutionismus des 19. Jahrhunderts war Teil einer damals weit verbreiteten Denkweise europäischer bzw. westlicher Intellektueller, die seit dem 18. Jahrhundert an der Erforschung langfristiger Wandlungen von Natur und Menschen interessiert waren. Eine wissenssoziologische Deutung sieht dieses verbreitete Interesse als Ausdruck des Konkurrenzkampfes zwischen Adel und Bürgertum, in dem das Bürgertum, weil es seine eigene soziale Position verbessern wollte, die Wandelbarkeit sozialer (und auch natürlicher) Verhältnisse in den Blick nahm.
In der Biologie entsprang daraus die biologische Evolutionstheorie von Charles Darwin, die mit Ergänzungen in Form der Synthetischen Evolutionstheorie bis heute ein zentraler Baustein im Theoriegebäude der Biologie ist. In den Sozialwissenschaften versuchten die klassischen Evolutionisten, mit allgemeinen evolutionären Prinzipien die Entwicklung von Gesellschaften zu beschreiben und zu erklären. Sie nahmen eine linienförmige („lineare“) Form der langfristigen Entwicklung an, in der alle Gesellschaften die gleichen Entwicklungsstufen durchlaufen würden. Häufig wurde dabei die eigene westliche Zivilisation als die höchstentwickelte Stufe betrachtet. Teilweise wurden (z. B. von Karl Marx) auch fortschrittsgläubige Prognosen für die weitere Entwicklung gemacht.
Diese Theorien wurden zu Beginn des 20. Jahrhunderts vom historischen Partikularismus als unwissenschaftlich zurückgewiesen, der darauf bestand, dass jede Kultur ihre eigene Geschichte und Entwicklung habe. Evolutionäres Denken, ob von politisch rechter oder linker Seite, geriet in den Sozialwissenschaften für Jahrzehnte generell in Misskredit. Auch aufgrund dieser Kritik formulierten verschiedene Sozialwissenschaftler die Theorien über den langfristigen sozialen Wandel neu, so dass sie zeitgenössischen wissenschaftlichen Ansprüchen genügten.

### Unterschiede zum klassischen Evolutionismus

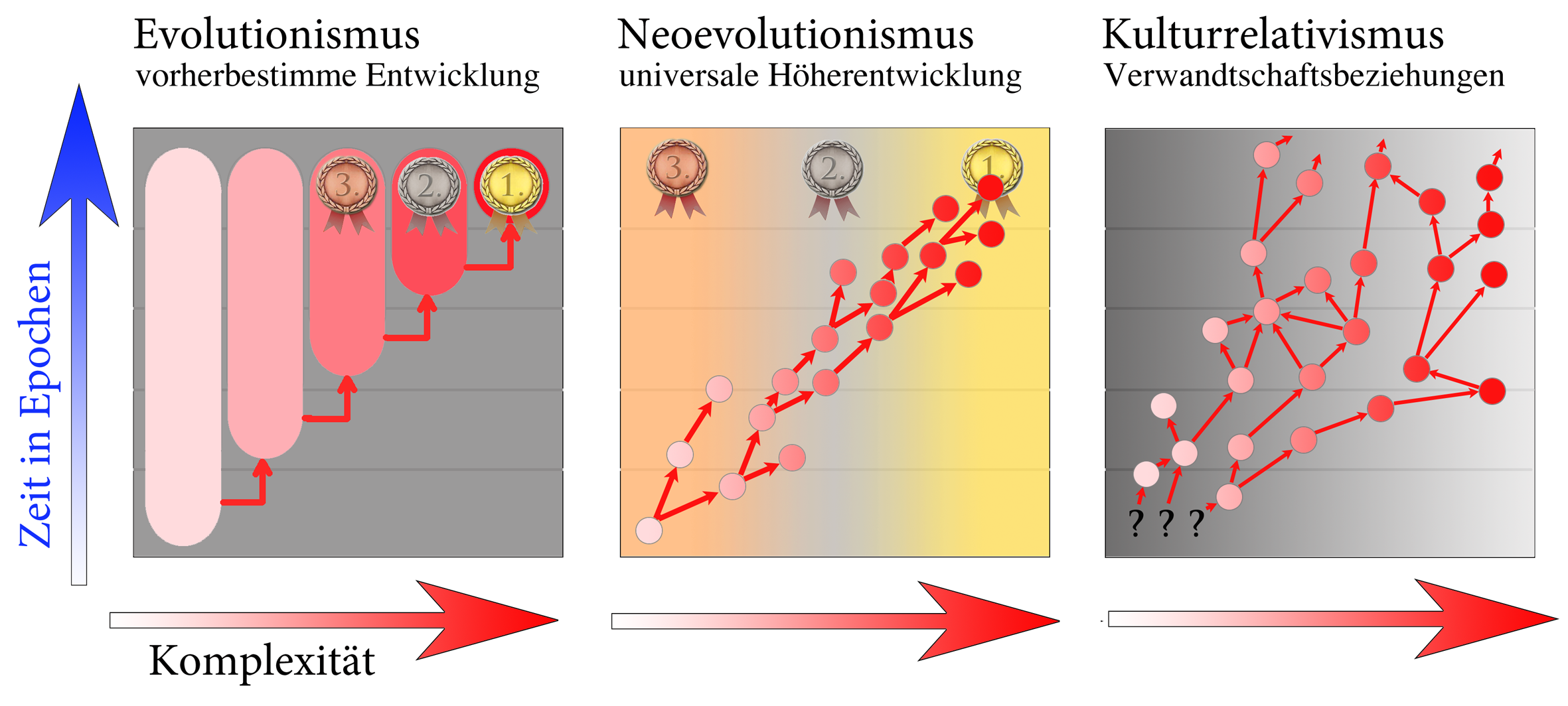
Stark vereinfachte schematische Darstellung der drei wesentlichen soziokulturellen Evolutionsmodelle

Die Anfänge des Neoevolutionismus gehen in die 1930er Jahre zurück, nach dem Zweiten Weltkrieg wurden neoevolutionistische Theorien erheblich weiterentwickelt, bis sie in den 1960er Jahren Eingang in die Ethnologie, Anthropologie und Soziologie fanden. Der Neoevolutionismus weist mit seinen Entwicklungsmodellen viele Ideen des klassischen Evolutionismus zurück. Dabei tendieren neoevolutionistische Theorien zu einem Grundstock gemeinsamer Annahmen, die aber nicht von allen im gleichen Maß geteilt werden:
- In erster Linie wendet er sich gegen die weithin unreflektierte Vorstellung des sozialen Fortschritts, der vorhergehende evolutionäre Konzepte beherrschte. Deterministische Positionen, die eine völlige Vorherbestimmtheit der Ereignisse durch gegebene Ursachen annehmen, werden mit Verweis auf den Einfluss von Zufall und freiem Willen durch die Kategorie Wahrscheinlichkeit ersetzt. Der Neoevolutionismus ähnelt der kontrafaktischen Geschichte, die die Frage nach dem stellt, was hätte geschehen können, wenn bestimme Voraussetzungen nicht oder anders eingetroffen wären. Der Neoevolutionismus sieht hierdurch seinen nichtdeterministischen Ansatz belegt, der Gesellschaften mit vergleichbaren Voraussetzungen die Möglichkeit zur Entwicklung auf unterschiedlichen Wegen und in unterschiedlichen Schritten offenhält. Statt einliniger Evolutionsvorstellungen wurden mehrlinige, differenziertere Modelle entwickelt.

- In engem Zusammenhang damit fordern Neoevolutionisten, sich mit Bewertungen des Untersuchungsgegenstandes zurückzuhalten. Auch prophetische Prognosen werden abgelehnt.

- Stattdessen ist für Neoevolutionisten die empirische Belegbarkeit ihrer Theorien von entscheidender Bedeutung. Im Gegensatz zu den klassischen Ansätzen, die maßgeblich auf Werturteilen und Vermutungen aufbauten, stützt sich der Neoevolutionismus auf mess- und nachprüfbare Informationen, um den Prozess der kulturellen Evolution zu analysieren. Empirische Basis der Entwicklungsmodelle und Theorien sind Belege z. B. aus der Ethnologie, Geschichtswissenschaft, Archäologie und Paläontologie.

- Dennoch setzt auch die Mehrzahl der neoevolutionistischen Modelle eine Entwicklung zu höheren, komplexeren, allerdings nicht vorherbestimmten Stadien voraus. Häufig wird angenommen, dass sich eine „Urkultur“ rekonstruieren lasse. Die Religionswissenschaftlerin Ina Wunn beklagt, dass die wertende Gliederung von unterentwickelten zu hochentwickelten Kulturformen trotz gegenteiliger Erkenntnisse von einer großen Zahl der Wissenschaftler immer noch unreflektiert vorausgesetzt werde. Sie plädiert für kulturrelativistische Modelle in Anlehnung an die biologischen Theorien, die Querverbindungen und „Rückentwicklungen“ zulassen; und die vor allem keine hierarchische Bewertung der Kulturphänomene mehr zulassen.[3]

## Vertreter
- Ferdinand Tönnies (1855–1936) – Tönnies selbst war kein Neoevolutionist. Seine Arbeiten gelten aber als wichtige Voraussetzung des Neoevolutionismus. Er war einer der ersten Soziologen, die darauf hinwiesen, dass soziale Evolution, Fortschrittsdenken und Determination nicht notwendig das Gleiche bedeuten. Soziale Entwicklung sei weder zielorientiert noch jemals abgeschlossen. Moderne Gesellschaften könnten im wertenden Sinne sogar als rückschrittlich bezeichnet werden, wenn sie die Bedürfnisbefriedigung der Individuen nur zu hohen Kosten gewährleisten können.
- Leslie White (1900–1975) – Autor von The Development of Civilization to the Fall of Rome (1959). Mit der Veröffentlichung von Whites Schrift wurde das Interesse der Soziologie und Anthropologie am Evolutionismus wiederbelebt. White versuchte eine Theorie zu entwickeln, die die gesamte Geschichte der Menschheit erklären sollte. Der Hauptgedanke seines Ansatzes ist der Aspekt der Technologie: Soziale Systeme würden durch technologische Systeme bestimmt, schrieb White unter Bezugnahme auf das Frühwerk von Lewis Henry Morgan. Ein Maß des sozialen Fortschritts sei der Energieverbrauch einer gegebenen Gesellschaft. White unterscheidet fünf Schritte der Entwicklung. Im ersten verwendeten Menschen die Energie ihrer Muskeln. Der zweite sei durch den Gebrauch gezähmter Tiere bestimmt. Im dritten Schritt komme die Energie von Pflanzen zum Einsatz. Als viertes lerne der Mensch die Nutzung natürlicher Energiequellen: Kohle, Öl, Gas. In der Zähmung der Kernenergie sah er den fünften Schritt gekommen. Whites Energieansatz hat eine gewisse Ähnlichkeit mit der später vom russischen Astrophysiker Nikolai Kardaschow formulierten Kardaschow-Skala.
- Julian Steward entwickelte die Theorie des Sozialen Wandels. In "The Methodology of Multilinear Evolution" (1955, neu aufgelegt 1979) formulierte er die Theorie einer multilinearen Entwicklung. Er untersuchte hierbei, wie sich Gesellschaften an ihre Umwelt anpassten. Sein Zugang war differenzierter als Whites unilineare Entwicklung. Er stellte die Möglichkeit einer umfassenden Theorie der Entwicklung der Menschheit in Frage, betonte aber auch, dass die Anthropologie nicht auf die rein deskriptive Darstellung einzelner vorhandener Kulturen beschränkt sei. Er ging davon aus, dass es möglich sei, Theorien zu entwickeln, die die typische, alltägliche Kultur analysieren, die repräsentativ für bestimmte Zeiträume oder Regionen ist. Steward sieht Technologie und Wirtschaft als die bestimmenden Faktoren der Entwicklung einer Gesellschaft an, betont aber den Einfluss der sekundären Faktoren Religion, Ideologie und politisches System. Die Multilinearität besteht darin, dass sich eine Gesellschaft im Zusammenspiel dieser Faktoren gleichzeitig in unterschiedliche Richtungen entwickle.
- Marshall Sahlins – Autor von "Evolution and Culture" (1960). Sahlins unterschied eine allgemeine und spezielle Entwicklung der Gesellschaft. Die allgemeine Entwicklung sei die Tendenz kultureller und sozialer Systeme die Komplexität, Organisation und Anpassung an die Umwelt zu erhöhen. Da die unterschiedlichen Kulturen und Gesellschaften aber nicht voneinander isoliert sind, gibt es eine gegenseitige Beeinflussung und Durchdringung ihrer Eigenschaften. Dies führe zur speziellen Entwicklung der Gesellschaft als einer Konkretisierung der allgemeinen Entwicklung in einer jeweils spezifischen und einzigartigen Art und Weise.
- Gerhard Lenski – mit Power and Prestige (1966) und Human Societies: An Introduction to Macrosociology (1974) erweitert Lenski die Arbeiten von Leslie White und Lewis Henry Morgan. Er sieht wie seine Vordenker in der technologischen Entwicklung den entscheidenden Faktor und Gradmesser der Evolution von Gesellschaft und Kultur. Im Unterschied zu White, der Technologie als die Fähigkeit ansah, Energie zu erzeugen und zu nutzen, konzentriert sich Lenski auf Umfang und Nutzung von Information. Über je mehr Information und Wissen, insbesondere zur Gestaltung der natürlichen Umgebung, eine gegebene Gesellschaft verfüge, desto fortgeschrittener sei sie. Lenski hebt vier Phasen der menschlichen Entwicklung hervor. Zunächst wurde Information lediglich durch Gene weitergegeben. In der zweiten Stufe lernten die Menschen, Informationen durch Erfahrung zu lernen und das Gelernte weiterzugeben. Die nächste Phase war durch die Entwicklung von Zeichen und Logik gekennzeichnet. In der vierten Phase schließlich, lerne die Menschheit, Symbole zu nutzen, sie entwickelte Schrift und Sprache. Fortschritte in den Kommunikationstechniken setzen sich in der Weiterentwicklung des wirtschaftlichen und politischen Systems, in der Verteilung der Güter, in der sozialen Ungleichheit und in anderen Bereichen des gesellschaftlichen Lebens fort. Parallel hierzu klassifiziert Lenski Gesellschaften nach dem Grad ihrer Technologie, Kommunikation und Wirtschaft: 1) Jäger und Sammler, 2) Einfacher Ackerbau, 3) Fortgeschrittener Ackerbau, 4) Industrielle Produktion und 5) Spezielle Formen, wie beispielsweise auf Fischfang basierende Gesellschaften.
- Talcott Parsons – Der Verfasser von Societies: Evolutionary and Comparative Perspectives (1966) und The System of Modern Societies (1971) unterschied in der Entwicklung der Gesellschaft vier Teilprozesse: 1) Die Teilung generiere innerhalb einer Gesellschaft aus dem Gesamtsystem funktionale Subsysteme. 2) In der Anpassung entwickeln die einzelnen Systeme jeweils eine höhere Effizienz in der Bewältigung ihrer spezifischen Aufgaben. 3) Die Inklusion reintegriert vormals aus einem konkreten System ausgeschlossene Elemente. 4) Die Verallgemeinerung der Werte verstärkt die Legitimationsbasis des nunmehr komplexeren Systems. Talcott Parsons veranschaulicht diese Prozesse auf drei Entwicklungsstufen: Archaische Gesellschaften unterschieden sich von primitiven Gesellschaften durch die Fähigkeit, zu schreiben. Moderne Gesellschaften hätten darüber hinaus Wissen über das Recht. Parson sieht die Westliche Zivilisation als den Höhepunkt der modernen Gesellschaften an, die Vereinigten Staaten von Amerika erklärt er zur entwickeltsten unter den westlichen Zivilisationen.
- Shmuel N. Eisenstadt – Eisenstadts Ausgangspunkt liegt gedanklich nahe bei Talcott Parsons. Seine Forschungen überwinden jedoch die bei Parsons vorherrschende eurozentrische Deutung gesellschaftlicher Entwicklung. Das im Westen entwickelte kulturelle Programm wird nicht mehr als natürliches Entwicklungsmodell aller Gesellschaften angesehen, sondern nurmehr als das zeitlich früheste Modell der Entwicklung einer modernen Gesellschaft.
- Norbert Elias – mit seinem Hauptwerk Über den Prozeß der Zivilisation legte Elias zunächst ein Modell der Entwicklung von Sozial- und Persönlichkeitsstrukturen in Westeuropa vom 9. bis 19. Jahrhundert vor. Dieses in den 1930er Jahren veröffentlichte Werk wurde kriegsbedingt erst in den 1970er Jahren breit rezipiert. Sein Anspruch war, einen neuen Weg der sozialwissenschaftlichen Forschung zu eröffnen, der die Beschränkungen bisheriger Paradigmata überwindet. In der Folge arbeitete er schwerpunktmäßig die wissenschaftstheoretischen und wissenssoziologischen Grundlagen seines neuen Ansatzes aus. Elias lehnt statische Theoriekonzeptionen, wie er sie etwa bei Parsons kritisiert, zugunsten dynamischer Modelle ab. Zu seinen Grundannahmen zählt, dass die Realität ständig in Bewegung ist, was alle Ebenen der „großen Evolution“ betrifft: die physikalisch-chemische Evolution, die biologische Evolution und die soziokulturelle Evolution. Diese Ebenen unterscheiden sich im steigenden Maß an Komplexität, jeweils neuen Strukturen und Gesetzmäßigkeiten, u. a. der jeweils stark steigenden Entwicklungsgeschwindigkeit. Insbesondere die Sozialwissenschaften sind daher aus seiner Sicht auch für die Analyse begrenzter sozialer Phänomene auf ein Modell des langfristigen sozialen Wandels angewiesen. Mit dem Modell der „großen Evolution“ ist auch zu begründen, warum für diese unterschiedlichen Gegenstandsbereiche jeweils verschiedene Wissenschaften mit unterschiedlichen methodischen Herangehensweisen notwendig sind – genauso wie ihre Zusammenarbeit: Da jede neue Stufe auf der vorhergehenden aufbaut, aber gleichzeitig dabei etwas Neues entsteht, ist beispielsweise die Entwicklung der Menschen nicht ohne Rückgriff auf die biologische Evolution zu erklären, aber auch nicht darauf zu reduzieren. Elias fordert deshalb die Sozialwissenschaften auf, sich methodologisch von den Naturwissenschaften zu emanzipieren, gleichzeitig aber ihre Ergebnisse differenziert zur Kenntnis zu nehmen.